# Мемориал жертвам сталинизма (Берлин)
Мемориал жертвам сталинизма в Берлине (нем. Gedenkstein für die Opfer des Stalinismus) — памятник, установленный в 1951 году в северо-западном углу площади Штайнплац в Шарлоттенбурге в Западном Берлине. Это первый подобный мемориал в Германии.

## Описание
Памятник представляет собою камень-стелу, изготовленную из серо-чёрно-жёлтого пятнистого гранитного валуна. Он помещён на небольшой гранитный постамент, вместе с которым имеет высоту 1,8 метра. На его отполированной лицевой поверхности вмонтирована бронзовыми буквами надпись «DEN OPFERN / DES STALINISMUS» («Жертвам сталинизма»), ниже которой расположен крючок для размещения венков.

## История

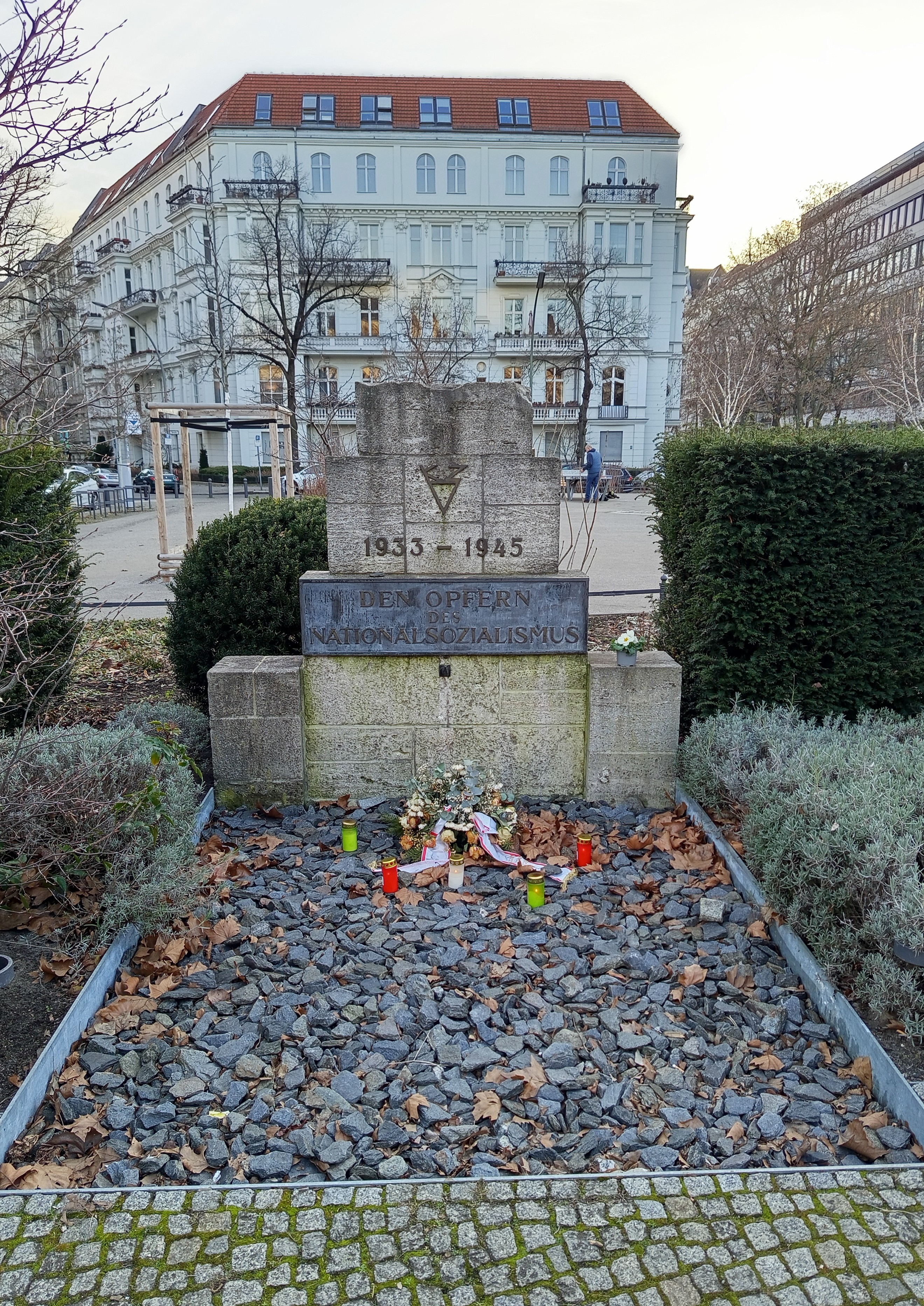
Мемориал жертвам нацизма

Мемориал был открыт в Западном Берлине 5 ноября 1951 года по инициативе «Ассоциации жертв сталинизма», основанной в 1950 году бывшими узниками советского спецлагеря Заксенхаузен. После восстания 1953 года в Восточном Берлине у камня поминали его жертв. А после возведения в 1961 году Берлинской стены — жертв разделения города.
Спустя два года после открытия этого памятника по стечению обстоятельств на симметричном углу площади был открыт мемориал жертвам национал-социализма. Позднее два памятника стали восприниматься как единый комплекс. В ходе реконструкции площади в 2018 году оформление памятников было изменено, так чтобы они составили впечатление парных.

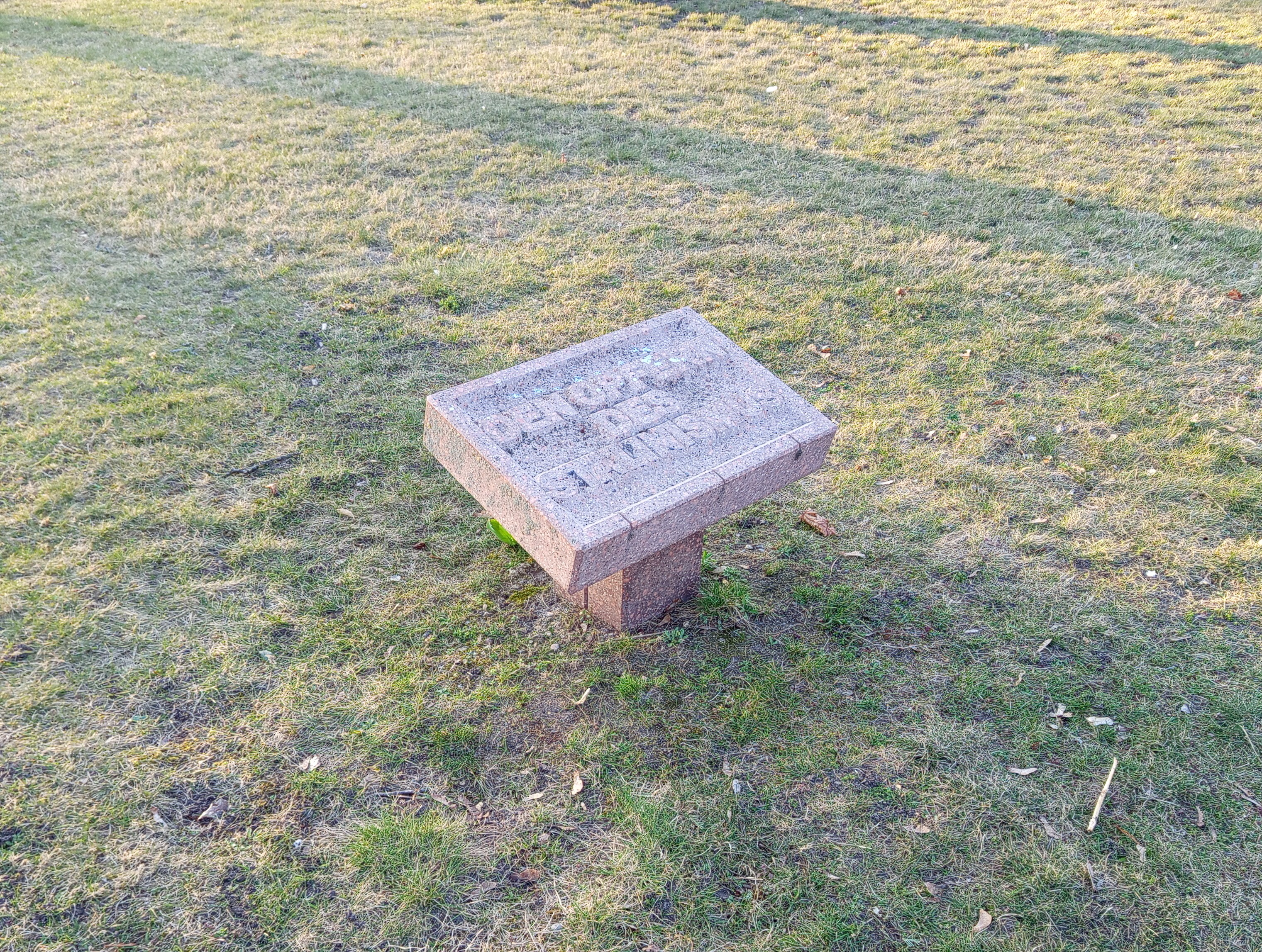
Мемориал во Фридрихсфельде

В восточном Берлине мемориальный камень жертвам сталинизма был открыт 11 декабря 2006 года на территории кладбища Фридрихсфельде напротив социалистического мемориала-некрополя.